# KS Elbasani
Klubi i Futbollit Elbasani was een Albanese voetbalclub uit de stad Elbasan. De club speelde in de Elbasan Arena haar thuiswedstrijden, de capaciteit is 14.000.

## Geschiedenis
De club was opgericht in 1923 bij een fusie tussen de twee voetbalclubs "Aferdita Elbasan" en "Perparimi Elbasan" onder de naam "Klubi Futbollit Urani Elbasan". In het seizoen van 1984/85 deed de club voor het eerst mee aan een Europese bekercompetitie.
De club speelde in de eerste kwalificatieronde van de UEFA Cup in 2005/06, maar werd uitgeschakeld door Vardar Skopje uit Macedonië.
Gedurende het seizoen 2005/06 domineerde KS Elbasani de Super League en wonnen zo hun tweede titel in de historie, door het seizoen af te sluiten met elf punten voorsprong op de rivaal SK Tirana. De spelers en supporters vierden dit kampioenschap uitbundig, in een open bus werden de spelers door vele fans toegejuicht.
In het seizoen 2010/11 eindigde Elbasani op de laatste plaats en het degradeerde naar de Kategoria e Parë. Na het kampioenschap in 2014 keerde de club terug op het hoogste niveau maar degradeerde in 2015 weer. In 2017 degradeerde de club naar de Kategoria e Dytë. In 2022 hield de club op te bestaan wegens financiële problemen. In diezelfde periode werd AF Elbasani opgericht.

## Naamsveranderingen
1923 fusie tussen Aferdita Elbasan en Perparimi Elbasan tot KS Urani Elbasan.
1932 KS Skampa Elbasan
1939 KS Bashkimi
1949 KS Elbasani
1950 Puna Elbasan
1958 KS Labinoti Elbasan
1991 KS Elbasani
1997 afsplitsing voetbalvereniging tot KF Elbasani

## Erelijst
- Landskampioen

1983/84, 2005/06
- Bekerwinnaar

1975, 1992
- Supercup

1992
- Kategoria e Parë

2014

## Kampioensteam
- 1984 — Zamir Arapi, Luan Deliu, Shkelqim Asllani, Bujar Gogunja, Edmond Mustafaraj, Ferdinand Lleshi, Roland Agalliu, Vladimir Tafani, Dashamir Luniku, Ardian Popa, Kostandin Rama, Albert Kaloti, Bashkim Staceni, Zyber Bega, Jovan Shegani, Kastriot Vrapi, Muharrem Dosti, Sokol Branica, Sokol Gjuraj en Stavri Mitrollari. Trainer-coach: Frederik Jorgaqi.

## Europese wedstrijden
#Q = #voorronde, #R = #ronde, T/U = Thuis/Uit, W = Wedstrijd, PUC = punten UEFA coëfficiënten .
Uitslagen vanuit gezichtspunt  KS Elbasani
| Seizoen | Competitie       | Ronde | Land                | Club                 | Totaalscore | 1e W    | 2e W    | PUC | Naam             |
| ------- | ---------------- | ----- | ------------------- | -------------------- | ----------- | ------- | ------- | --- | ---------------- |
| 1984/85 | Europacup I      | 1R    | Vlag van Denemarken | Lyngby BK            | 0-6         | 0-3 (T) | 0-3 (U) | 0.0 | Labinoti Elbasan |
| 2005/06 | UEFA Cup         | 1Q    | Vlag van Macedonië  | FK Vardar Skopje     | 1-1 u       | 1-1 (T) | 0-0 (U) | 1.0 |                  |
| 2006/07 | Champions League | 1Q    | Vlag van Litouwen   | FK Ekranas Panevėžys | 1-3         | 1-0 (T) | 0-3 (U) | 1.0 |                  |

Totaal aantal punten voor UEFA Coëfficiënten: 2.0